# John Larch
John Larch (født 4. oktober 1914 i Salem, Massachusetts, død 16. oktober 2005 i Woodland Hills, Los Angeles) var en amerikansk skuespiller, der primært optrådte i film og på Tv.

## Liv og karriere
Larch blev født i Salem, Massachusetts. Efter sin debut i en hovedrolle i radio hørespilsserien Captain Starr of Space (1953–54), debuterede John Larch som filmskuespiller i 1954 i westerndramaet Bitter Creek. Han medvirkede i den stort opsatte western Vi vandt vesten (1962) og flere action film, bl.a. De hvide hingstes flugt som General George S. Patton Jr. (1963), Collision Course: Truman vs. MacArthur som general Omar Bradley (1976), ligesom han medvirkede i The Wrecking Crew (1969) med Dean Martin, Sharon Tate og Elke Sommer i hovedrollerne.
Larch, der var en gammel ven af Clint Eastwood, medvirkede i flere af Eastwoods film, inklusiv Dirty Harry (1971) og Mørkets melodi (1971).
Larch medvirkede i Jefferson Drum, Johnny Ringo, Riverboat, Naked City (tre episoder), Stoney Burke, Route 66 (tre episoder), Flygtningen (to episoder), The Invaders, The Restless Gun (fire episoder), Gunsmoke (syv episoder), The Virginian (fire episodes), Bonanza, Hawaii Five-0, Mission Impossible (to episoder), The Troubleshooters, Bus Stop, The Law and Mr. Jones, The Rifleman, The Feather and Father Gang, mens hans mest kendte rolle var som Anthony Fremonts far i The Twilight Zone'’s 1961 episode ". 

## Filmografi i udvalg
- Lasternes by, original titel:The Phenix City Story (1955)
- The Killer Is Loose (1956)
- Seven Men from Now (1956)
- Written on the Wind (1956)
- Man in the Shadow (1957)
- From Hell to Texas (1958)
- Hell to Eternity (1960)
- Vi vandt vesten, original titel:How the West Was Won (1962) (ukrediteret)
- Miracle of the White Stallions (1963)
- The Wrecking Crew (1969)
- Og bag dem pifter kuglerne, original titel:The Great Bank Robbery (1969)
- Hail, Hero! (1969)
- Move (1970)
- Cannon for Cordoba (1970)
- Mørkets melodi, original titel:Play Misty with Me (1971)
- Dirty Harry (1971)
- Women in Chains Tv -film (1972)[3]
- Santee - den ensomme hævner, original titel:Santee (film) (1973)
- Winter Kill (1974) (TV)
- Bad Ronald (1974) (TV)
- En spillers hævn, original titel: Framed (1975) - [4]
- The Amityville Horror (1979)
- Airplane II: The Sequel (1982)

## Weblinks
- John Larch på Internet Movie Database (engelsk)
- John Larch på Scope
- John Larch på Svensk Filmdatabas (svensk)
- John Larch på AlloCiné (fransk)
- John Larch på AllMovie (engelsk)
- John Larch på The Movie Database (engelsk)
- John Larch på Find a Grave (engelsk)